# Turre
Turre er en by og kommune i det sydøstlige Spanien i provinsen Almería. Den har et indbyggertal på 4.209 (2024) indbyggere.